# Silvia Eugenia Derbez
Silvia Eugenia González Derbez  es una actriz, creadora escénica, performer, productora y facilitadora de prácticas de Mindfulness-Atención Plena mexicana.

## Biografía y carrera
Es hermana del actor Eugenio Derbez e hija de la actriz Silvia Derbez.
Se ha desarrollado como creadora escénica, performer, productora mexicana. Estudió arte dramático en la Ciudad de México. Tiene una formación continua en el método Dojo: Las siete leyes de la transformación, en danza Butoh ritual mexicano y en el método Linklater para el uso de la voz libre y natural. Actualmente estudia Psicología en Estados Unidos e imparte el taller “SOS for Awareness”. El taller propone un método a los participantes para que a través del uso distinto de su respiración, cuerpo y voz, logren una amplitud de conciencia y autoconocimiento.
Ha trabajado profesionalmente en la creación y ejecución de varios performance que han sido presentados en Montreal (Canadá), São Paulo y Río de Janeiro (Brasil), Madrid y Cádiz (España) y dentro de la República Mexicana. También ha participado como intérprete en varias series de televisión y obras de teatro.
Fundadora y directora artística de Entre Piernas Producciones y Curadas de Espanto A.C. Ambos colectivos que se especializan en la intervención de espacios históricos y en la ampliación de la conciencia social a través de la cultura.

### Entre Piernas Producciones
Entre Piernas Producciones es una compañía mexicana de Teatro Emergente y Performance, creada en 2007 por la actriz y productora Sylvia Eugenia Derbez. Para Entre Piernas Producciones es fundamental descubrir e inventar escenarios alternativos de interacción artística y trabajar directamente con comunidades alejadas de las artes escénicas contemporáneas. Buscamos en esas comunidades espectadores-cómplices pero sobre todo, la formación de participantes activos.
Son un ensamble de creadores que desarrollan fenómenos artísticos, produciendo redes de acción donde el espectador es cocreador de experiencias que desestabilizan lo conocido.
Para Entre Piernas, en el arte cada pestañeo es un acto político, onírico; un abrir y cerrar de lo imposible, una provocación.
La compañía ha desarrollado diversos proyectos nacionales e internacionales entre los que se encuentran:
- Proyecto i-Colectivo: Intercambiando basura por cultura

Performance e intervenciones plásticas dentro del Museo del Juguete Antiguo México (MUJAM). Proyecto premiado con el Beneficio derivado del artículo cuadragésimo segundo del Presupuesto de Egresos de la Federación 2012, asignado por el Consejo Nacional para la Cultura y las Artes (CONACULTA) a través del Instituto Nacional de Bellas Artes (INBA). Ciudad de México, 2013.
- POL PELLETIER (CANADÁ). RETIRO-TALLER DEL MÉTODO DOJO. Centro de Retiros Chintámani. Yautepec, Morelos. Abril, 2013.

- POL PELLETIER (CANADÁ). CLASES MAGISTRALES. Centro Cultural del Bosque. Foro la Gruta. Ciudad de México. Abril, 2013.

- ACCIONES SOBRE LA FUERZA DE LA DEBILIDAD. PERFORMANCE. Se ha presentado en Brasil, España y México dentro de los siguientes espacios:

MUSEO DEL JUGUETE ANTIGUO MÉXICO (MUJAM). MÉXICO, junio de 2013.
FUERTE DE CÁDIZ, BALUARTE DE LA CANDELARIA. XXVII FESTIVAL IBEROAMERICANO DE TEATRO DE CÁDIZ. ESPAÑA, octubre de 2012.
SÓTANO DEL TEATRO JULIO CASTILLO. MÉXICO, octubre de 2012.
TEATRO DE LA CIUDAD ESPERANZA IRIS. MÉXICO, marzo de 2012.
MUSEO PANTEÓN DE SAN FERNANDO DENTRO DE LA 6TA MUESTRA DE ARTES ESCÉNICAS DE LA CIUDAD DE MÉXICO, noviembre de 2011.
TEATRO CÉLIA HELENA DE SÃO PAULO, BRASIL, abril de 2011.
ESPACIO CURTIDORES DE TEATRO EN MADRID, ESPAÑA, enero de 2011.
- POL PELLETIER (CANADÁ). CLASES MAGISTRALES. Teatro de la Ciudad Esperanza Iris. Ciudad de México, marzo de 2012.

- TEATRO PARA PÁJAROS. TEATRO.

Dirección Daniel Veronese y Ciro Zorzolli, Argentina: Ciudad de México, 2009-2010.
Temporadas en el Teatro de la Ciudad Esperanza Iris y el en Polyforum Siqueiros.
- LA CASA DE LA FUERZA. TEATRO.

Colaboración con Angélica Liddell: España, Francia. 2009-2010.
- TOM PAIN (una obra basada en nada). TEATRO.

De Will Eno, texto nominado al premio Pullitzer
Presentaciones en diversos festivales y foros de México, Brasil y España, 2008-2012.
- FESTIVAL INTERNACIONAL FAYUCA. TEATRO.  Gestión y Vinculación: Ciudad de México, 2008.

Su primera oportunidad en telenovelas se la da la productora Carla Estrada en la telenovela Lazos de amor, donde interpretó a Olga. En 1996 el productor Emilio Larrosa la incluye en la telenovela Tú y yo con el papel de Yolanda, una chica buena pero que odiaba a Cassandra (Itatí Cantoral), la villana de la historia, por haber dejado ciega a su madre. De ahí le siguió la telenovela Soñadoras donde interpretaba a Rosita, la hermana de Julieta (Angélica Vale) siendo éste quizás el papel más destacado en su carrera. Ese mismo año participa en Una luz en el camino dando vida a Magda, una secretaria ingenua, enamorada de Renato (Ramón Abascal), el villano de la historia y por el cual casi pierde su empleo. 
Sylvia también participó en Mi destino eres tú, Salomé y Así son ellas la cual fue su última novela.
Ha hecho cine y estuvo en algunos capítulos de Mujer, casos de la vida real. Fue parte del elenco de la exitosa serie Ellas son... la alegría del hogar.
Ha incursionado con éxito en la comedia junto a su hermano Eugenio Derbez en los diferentes programas que éste ha realizado: Al derecho y al derbez, Derbez en cuando, XHDRBZ y La familia P. Luche.

## Filmografía

### Televisión
- Mujeres asesinas (2011) - (Episodio) Irma, De los Peces
- Ellas son... la alegría del hogar (2009) - Srta. Conde
- La familia P. Luche (2007) - Doña Chela
- Así son ellas (2002-2003) - Carmina del Mar de Mareca (Joven)
- XHDRBZ (2002-2003) - Varios Personajes
- Salomé (2001-2002) - Brenda Jurado
- Diseñador de ambos sexos Capítulo 2: En la guerra y el amor (2001) - Recepcionista de audición
- Mi destino eres tú (2000) - Juliana Rodríguez Calderón
- Derbez en cuando (1998-1999) - Varios Personajes
- Una luz en el camino (1998) - Magda
- Soñadoras (1998) - Rosita Ruiz Castañeda
- Tú y yo (1996-1997) - Yolanda Vázquez
- Lazos de amor (1995-1996) - Olga
- Papá soltero (1993-1994) - Nancy
- Al derecho y al derbez (1992-1993) - Varios Personajes